# Foresta della Sprea

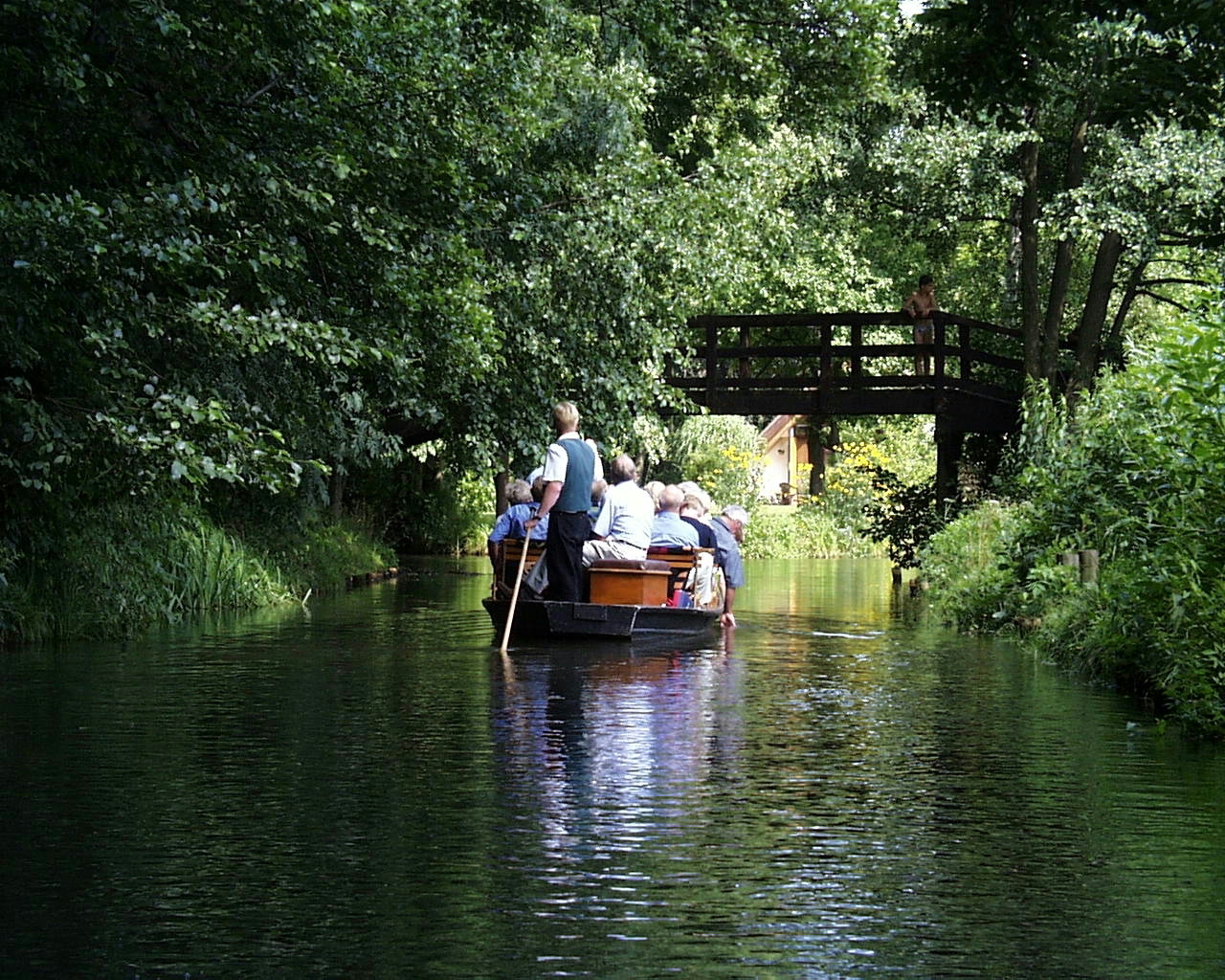
Un'escursione in barca a Burg nello Spreewald

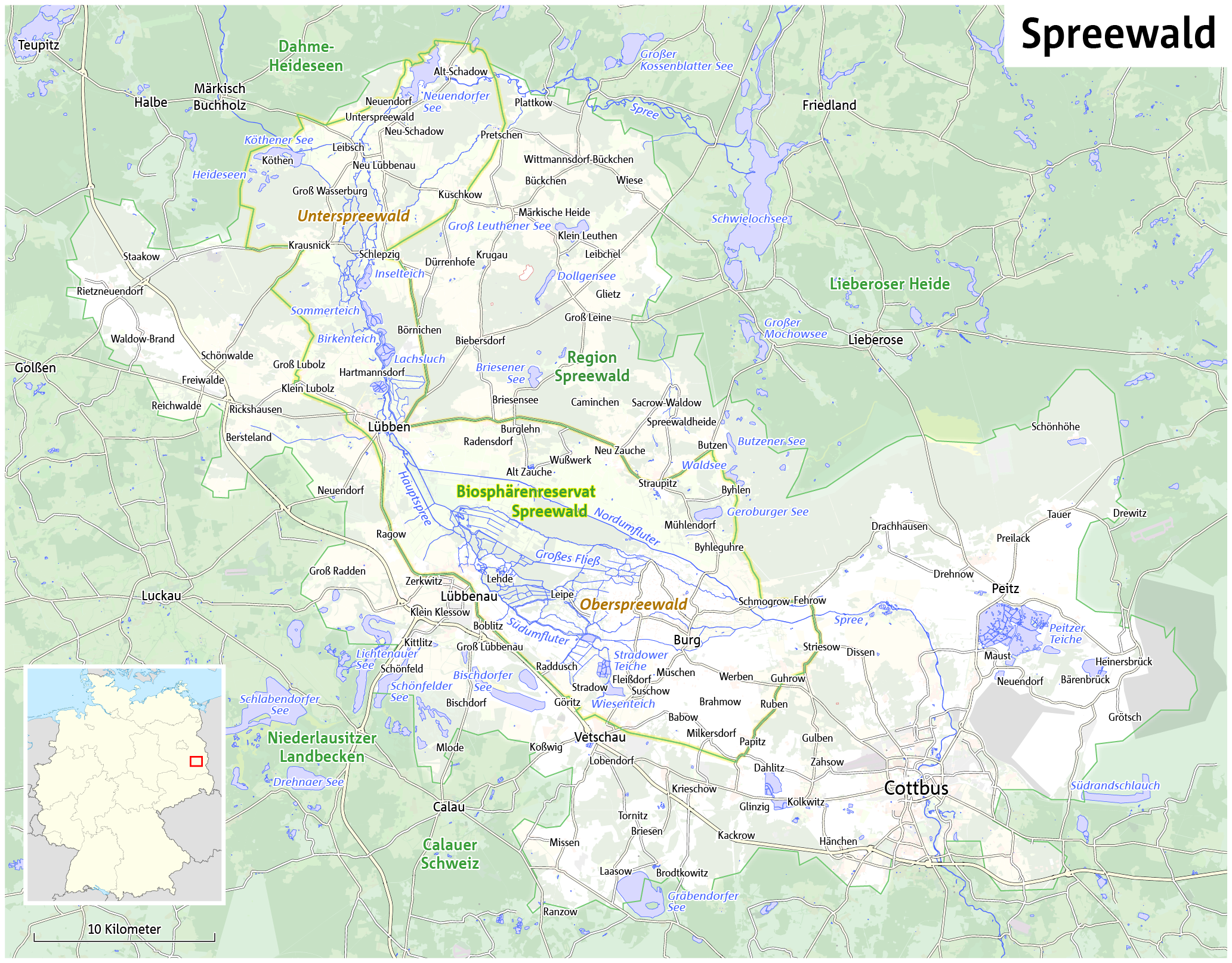

La foresta della Sprea (in tedesco Spreewald) è una regione paludosa a sud-est di Berlino attraversata dal fiume Sprea.

## Geografia
Caratterizzata da canali, fiumi, paludi, foreste di conifere e betulle, la capitale non ufficiale dello Spreewald è Cottbus, ma Lübben e Lübbenau, due città gemelle, sono più antiche.

## Prodotti tipici
La specialità dello Spreewald è il cetriolo, diventato prodotto IGP.
Nella foresta della Sprea sono state elaborate molte specialità contenenti cetriolini, tra cui prodotti tradizionali a base di carne che utilizzano questi cetriolini per scopi specifici. Uno di tali prodotti è la «Spreewälder Gurkensülze», a base di carne pressata di maiale, che si produce e si commercia nella regione economica della foresta della Sprea da almeno due generazioni.